# Rhaphiptera apeara
Rhaphiptera apeara es una especie de escarabajo longicornio del género Rhaphiptera, tribu Pteropliini, subfamilia Lamiinae. Fue descrita científicamente por Galileo & Martins en 2011.
La especie se mantiene activa durante el mes de noviembre.

## Descripción
Mide 19,4 milímetros de longitud.

## Distribución
Se distribuye por Brasil.